# Grimley-Gletscher
Der Grimley-Gletscher ist ein 24 km langer und bis zu 5 km breiter Gletscher im nördlichen Palmerland auf der Antarktischen Halbinsel. Er fließt 5 km nördlich des Sunfix-Gletschers in ostnordöstlicher Richtung zum Casey-Gletscher. Er gehört zu den Gletschern, die das Wakefield Highland östlich begrenzen.
Luftaufnahmen entstanden am 28. September 1940 bei der United States Antarctic Service Expedition (1939–1941) und am 22. Dezember 1947 bei der US-amerikanischen Ronne Antarctic Research Expedition (1947–1948). Der Falkland Islands Dependencies Survey (FIDS) nahm im Dezember 1960 Vermessungen vor. Das UK Antarctic Place-Names Committee benannte den Gletscher 1962 nach Peter Hugh Grimley (1933–2016), Geologe des FIDS auf den Inseln Horseshoe Island und Stonington Island im Jahr 1960.